# یاسمین توکس
یاسمین توکس (به انگلیسی: Jasmine Tookes) (زاده ۱ فوریهٔ ۱۹۹۲) مدل آمریکایی است.

## مدلینگ
مادر او در صنعت مد مشهور بود و او اینگونه کشف شد و مدلینگ را از ۱۵ سالگی اغازکرد و با IMG Models قرار داد امضا کرد او اولین همکاری خود را با فیچ عکاس بروس وبر بود
او با برندهای مشهوری از جمله کلوین کلین، گپ، جیمی چو، رالپ لورن، ویکتوریا سکرت و غیره کار کرده‌است.
او برای اولین بار در فشن شو بهار/تابستان ۲۰۰۹ برای لورن کنراد و tulle & cloth حضور داشت
در ۳ دسامبر ۲۰۱۲ به همراه بهاتی پرینسلو و ژاکلین یابلوسکی در یک برنامه تلویزیونی که از شبکه CBS پخش می‌شد بازی کردند
وی در سال ۲۰۱۲ توسط ویکتوریا سکرت به عنوان یکی از ۱۱ مدل جدید معرفی شد که برای فشن شو نیز انتخاب شده بودند و او در سال ۲۰۱۵ رسماً به عنوان فرشته ویکتوریا سکرت شناخته شد و در سال ۲۰۱۶ فنسی برا را به ارزش ۳ میلیون دلار نمایش داد
الهام بخش او در صنعت مد tyra banks مدل و بازیگر مشهور زن است.

## زندگی شخصی

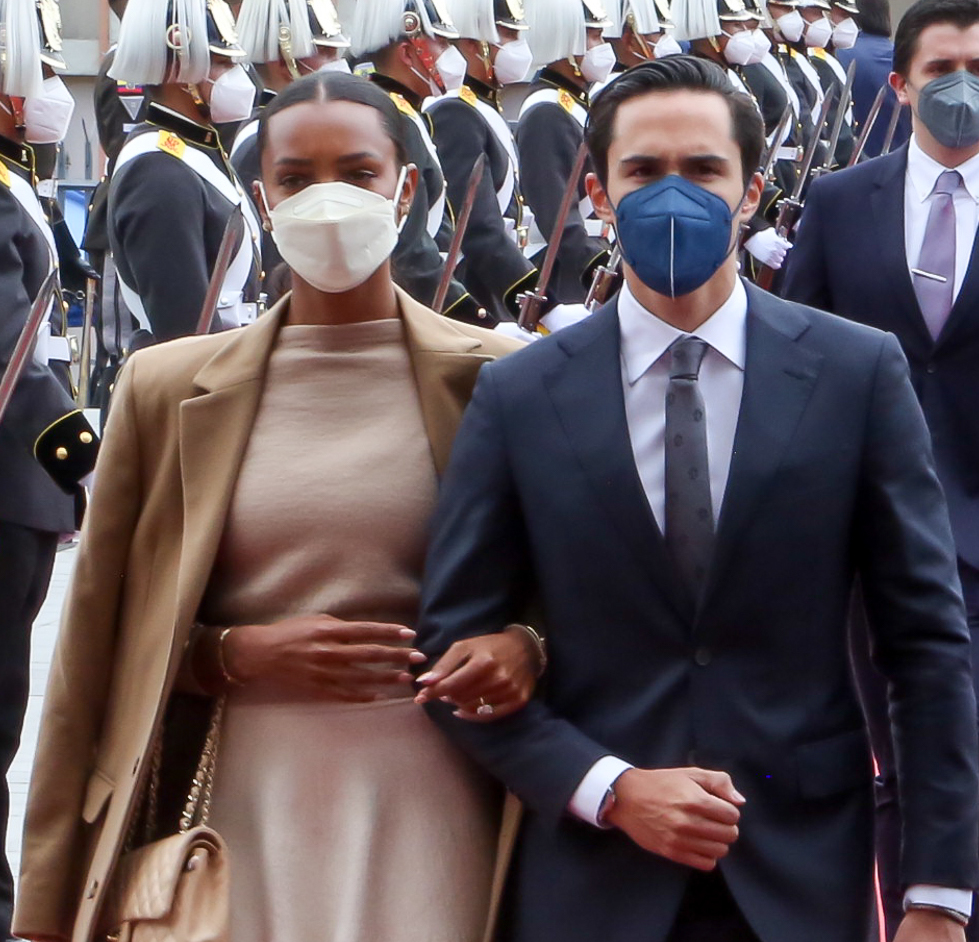
یاسمین توکس به همراه نامزدش

او یوگا رو به‌طور مرتب و روزانه انجام می‌دهد
او می‌گوید به عنوان یک مدل خیلی پر خور است و زیاد غذا می‌خورد ولی چون متابولیسم بدنی بالایی دارد اضافه وزن ندارد
او عاشق غذاهای ایتالیایی است که از بین آن‌ها پیتزا و خرچنگ لابستر را ترجیح می‌دهد
طراح مد مورد علاقه او فیلیپ لیم است.
او همیشه در کیف پول خود اینه / ژل ضدعفونی‌کننده دست و لوسیون و ریمل دارد و اعتراف کرده که بدون ریمل نمی‌تواند زندگی کند
او همچنین به عکاسی علاقه ویژه ای دارد و گفته‌است اگر مدل نبود دوست داشت عکاس باشد
وقتی از او پرسیدند که اگر بتواند یک شخص مرده را ملاقات کند چه کسی را انتخاب می‌کند او در پاسخ مایکل جکسون را انتخاب کرد
او والیبال و ژیمناستیک را دوست دارد

## خانواده
او یک خواهر به اسم جونیور دارد مادر او نیز در کار مد است و او مادر خود را قهرمان و الگو خود می‌داند
او یک مادر بزرگ اهل باربادوس دارد